# Nicholas Nickleby (boek)
Nicholas Nickleby (volledige titel: The Life and Adventures of Nicholas Nickleby) is een victoriaanse roman van Charles Dickens. Het boek verscheen aanvankelijk in afzonderlijke delen, die in 1838 en 1839 werden gepubliceerd.
Nicholas Nickleby en zijn zus Kate groeien op in een gezin waarin aandacht en liefde voor elkaar de boventoon voeren. Kort nadat het gezin na een mislukte speculatie in financiële problemen komt, sterft vader Nicholas. Vanaf dat moment rust het welzijn van de familie op de schouders van de 19-jarige Nicholas. De weduwe en beide kinderen reizen af naar Londen, waar Ralph Nickleby, een oom van vaderskant, woont. In tegenstelling tot zijn overleden broer is Ralph een succesvol zakenman en welgesteld. Maar hij blijkt ook een koude, hardvochtige man te zijn die niet direct op zijn nooddruftige familie zit te wachten.
De jonge Nicholas wordt aan het werk gezet als onderwijzer op de kostschool voor jongens van de familie Squeers in Yorkshire. Maar de teleurstelling bij Nicholas is groot als blijkt dat de jongens mishandeld en uitgebuit worden door de Squeers. Als vader Wackford Squeers de weggelopen jongen Smike een afranseling wil geven, neemt Nicholas het voor de jongen op en gezamenlijk gaan zij te voet naar Londen.
Nicholas heeft aan Smike een vriend voor het leven gekregen. Zij komen terecht in Liverpool bij het theatergezelschap van Vincent Crummles, alwaar zij enige tijd doorbrengen. Ondertussen gaat het niet goed met Kate. Door Ralph Nickleby wordt ze ingezet om zijn rijke klanten te amuseren. Nicholas keert spoorslags terug naar Londen als hij van Ralphs klerk Newman Noggs, die een gruwelijke hekel aan zijn werkgever heeft, het bericht krijgt dat zijn zus in nood verkeert. De goedaardige en vriendelijke Nicholas ziet zich genoodzaakt een harde strijd te leveren tegen zijn hardvochtige oom Ralph, die als antagonist in het verhaal denkt dat Nicholas nergens voor deugt.